# Гудим-Левкович, Павел Константинович
Па́вел Константи́нович Гудим-Левкович (1842—1907) — генерал от инфантерии, управляющий Кабинетом Его Императорского Величества в 1895—1900 годах, член Государственного совета.

## Биография
Православный. Из потомственных дворян Полтавской губернии. Землевладелец Золотоношского уезда.
Сын отставного штабс-ротмистра Константина Васильевича Гудима-Левковича (1794—1845) и Ксении Петровны Витавской (1812—1869).
Воспитывался в Киевском кадетском корпусе (1859) и 2-м военном Константиновском училище (1860), откуда был выпущен поручиком в 3-й резервный стрелковый полк с прикомандированием к Михайловской артиллерийской академии, которую окончил в 1862 году.
Чины: штабс-капитан (1863), переименован в поручики (1864), штабс-капитан артиллерии (1867), капитан (1869), подполковник (1874), полковник (за отличие, 1875), генерал-майор (1885), генерал-лейтенант (за отличие, 1895), генерал от инфантерии (1906).
В 1864 году был переведен в 142-й пехотный Звенигородский полк, а затем в 19-ю артиллерийскую бригаду. В 1866 году прикомандирован к лейб-гвардии Преображенскому полку «для испытания по службе», а в 1867 — к Динабургской крепостной артиллерии.
В 1870 году, окончив Николаевскую академию Генерального штаба по 1-му разряду, был причислен к Генеральному штабу и назначен старшим адъютантом штаба 2-й гвардейской кавалерийской дивизии. Затем состоял для поручений при штабе войск гвардии и Петербургского военного округа (1872—1874) и при штабе Гвардейского корпуса (1874—1876). В 1876 году был назначен адъюнкт-профессором Николаевской академии по кафедре военного искусства, каковую должность занимал до 1881 года.
С началом русско-турецкой войны был командирован в действующую армию. Состоял в Рущукском отряде при цесаревиче Александре, а затем при главнокомандующем великом князе Николае Николаевиче. Участвовал в нескольких делах против турок. В бою при Езерджи был начальником штаба в отряде графа Воронцова-Дашкова, а при осаде Плевны находился в отряде румынского князя Карла. За боевые отличия был награждён орденом Святого Владимира 4-й степени с мечами и бантом.
По окончании войны был назначен и. д. начальника штаба 2-й гвардейской кавалерийской дивизии, через год утвержден в должности. В 1880 году исправлял должность начальника штаба Закаспийской области на время Ахал-текинской экспедиции, с оставлением в занимаемых должностях.
В 1881 году был назначен профессором военного искусства в Николаевскую академию, через три года — и. д. помощника начальника штаба войск гвардии и Петербургского военного округа, с оставлением профессором, в следующем году утвержден в должности, а в 1890 — утвержден в звании заслуженного ординарного профессора академии.
В 1891 году был назначен помощником управляющего департаментом уделов, а через два года — и. д. управляющего Кабинетом Его Величества. В 1895 году был произведен в генерал-лейтенанты с утверждением в должности. Был членом комиссии по подготовке коронационных торжеств. Неоднократно управлял министерством Императорского двора и уделов во время отсутствия министра. Состоял почетным членом конференции Николаевской академии Генерального штаба и действительным членом Русского географического общества по отделению статистики (1894).
1 января 1900 года был назначен членом Государственного совета. Запечатлен на полотне Репина «Торжественное заседание Государственного совета 7 мая 1901 года».
Скончался в 1907 году в Царском Селе. Похоронен на Казанском кладбище.

## Семья
Был женат на Ольге Ивановне Сухомлиновой, в 1907 году брак расторгнут. Их дети:
- Павел (1873—1953), генерал-майор, военный агент в Греции.
- Людмила (1886—1970), в замужестве баронесса Оффенберг. В эмиграции[2].

## Награды
- Орден Святой Анны 3-й ст. (1871)

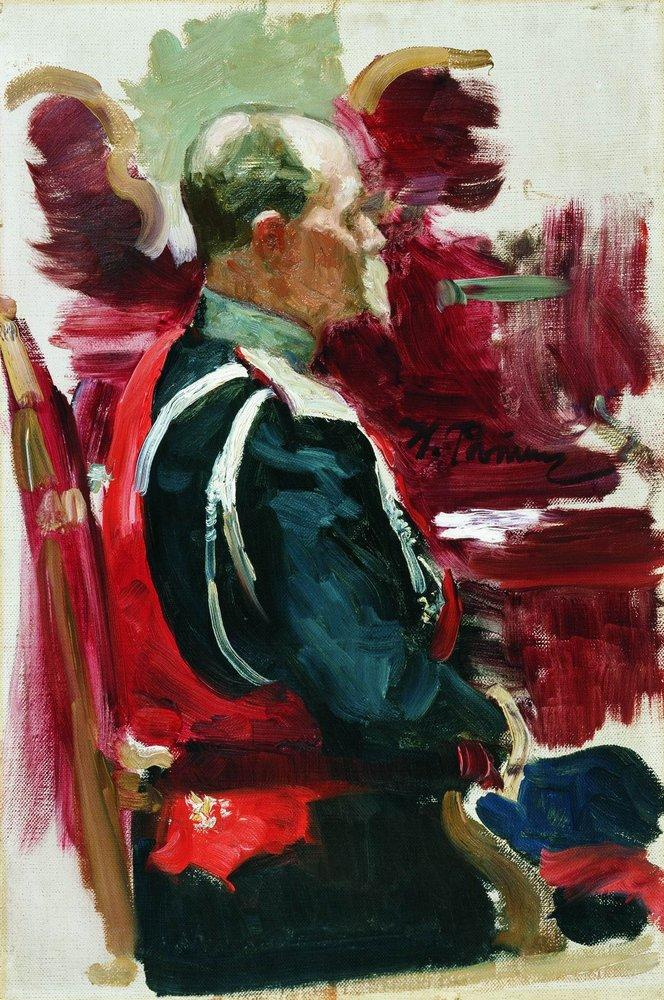
Эскиз портрета П. К. Гудим-Левковича.

- Орден Святого Станислава 2-й ст. (1873)
- Орден Святого Владимира 4-й ст. с мечами и бантом (1878)
- Орден Святой Анны 2-й ст. (1881)
- Орден Святого Владимира 3-й ст. (1884)
- Орден Святого Станислава 1-й ст. (1888)
- Орден Святой Анны 1-й ст. (1891)
- Орден Святого Владимира 2-й ст. (1896)
- Орден Белого Орла (1903).
- светло-бронзовая медаль «В память Русско-Турецкой войны 1877—1878 гг.»;
- серебряная медаль «За взятие штурмом Геок-Тепе»;
- серебряная медаль «В память царствования императора Александра III»;
- серебряная медаль «В память коронации Императора Николая II»;
- бронзовая медаль «За походы в Средней Азии 1853—1895» (1897).

Иностранные:
- прусский орден Короны 3-го кл. (1873);
- австрийский орден Железной короны 3-й ст. (1874);
- шведский орден Святого Олафа, кавалерский знак (1875);
- румынский крест «За переход через Дунай» (1878);
- прусский орден Короны 2-й ст. со звездой (1888);
- черногорский орден Князя Даниила I 2-й ст. (1889);
- австрийский орден Железной короны 1-й ст. (1897).

## Сочинения
- Историческое развитие вооруженных сил в России до 1708 года. Критический разбор кампании 1708 года. — Санкт-Петербург, 1875.
- Курс элементарной тактики: издано при содействии Николаевской академии Генерального штаба. Выпуски 1-3. — Санкт-Петербург, 1887—1890.